# Jean Aubert (ingénieur)
Pour les articles homonymes, voir Aubert et Jean Aubert.
Jean Aubert (7 février 1894 à Paris 7e - 25 novembre 1984 à Paris 8e) est un ingénieur et chef d'entreprise français. Il est l'inventeur des hausses Aubert, système destiné à remplacer les écluses, et d'un procédé de construction des barrages en remblai avec Pierre Londe. Il développa également la conception des barrages mobiles.

## Carrière
Petit-fils de Joseph Michon et fils d'un avocat auprès du Conseil d'État et de la Cour de cassation, beau-frère de Paul Deschamps, Jean Aubert est élève du lycée Louis-le-Grand puis intègre la faculté de droit de Paris. En 1913, il est reçu à l'École polytechnique. Ses études sont interrompues par la Première Guerre mondiale durant laquelle il sert comme officier artilleur. Il est blessé deux fois et décoré de la Croix de Guerre. Il devient ingénieur des ponts et chaussées en 1923. Après avoir commencé sa carrière au Service de la navigation de la Seine en 1922, il devient professeur à l'École des ponts et chaussées en 1932.
Jean Aubert est nommé directeur-général de la Compagnie nationale du Rhône en 1933, et en devient président-directeur-général en 1940. À la Libération, il reprend son poste de directeur-général, avant de prendre la présidence la Société de Transport d'Energie à très haute tension du Nord (S.T.E.R.N.), filiale d'EDF, et du Comité national EDF-GDF.
En 1949, Aubert est nommé président de la Compagnie française de navigation rhénane.
Il est nommé en 1956 président de la Société de construction des Batignolles en remplacement d'Ernest-Georges Goüin, présidence qu'il conservera jusqu'en 1966. Il devient alors ingénieur-conseil et président d'honneur de Spie Batignolles de 1968 à 1984.
Il fut également inspecteur général des Ponts et Chaussées, président du Comité Mixte Électricité de France-SNCF, de la Section française d'Hydrologie scientifique du Comité de Géodésie et Géophysique, du Cercle des Transports, secrétaire général du Comité international des Grands Barrages, membre de la Commission Internationale Permanente des Congrès de navigation, de la Commission des Transports du Commissariat général du Plan.
Il avait épousé une cousine germaine de Roger Hoppenot, puis une petite-fille de Marie Fortuné de Vergès, veuve Polonceau.

## Distinctions
- Croix de guerre 1914-1918
- Commandeur de la Légion d'honneur

## Publications
- Vauban, ingénieur civil (1933)
- La probabilité dans les tirs de guerres, couronné par l'Académie des Sciences (Prix Pierson-Perrin)
- La canalisation du Bas-Rhône (1946)
- Barrages et canalisations (1949)
- Une voie inexplorée (1973)
- Philosophie de la pente d'eau (1984)

## Liens
- Ressource relative à la vie publique :   - Patrons de France
- Notices d'autorité :   - VIAF
  - ISNI
  - BnF (données)
  - IdRef
  - LCCN
  - Israël
  - NUKAT
  - WorldCat
- Structurae
- Travaux, Paris, Science et industrie, 1933-... n°289, novembre 1958, p. 974
- Travaux, Paris, Science et industrie, 1933-... n°595, janvier 1985, p. 81
- Fonds Jean Aubert (Archives Nationales)
- Photothèque de l’École des Ponts ParisTech